# بدوطر عريض
بدوطر عريض (الاسم العلمي: Bodotria lata) هو نوع من المفصليات يتبع جنس البدوطر من الفصيلة البدوطرية.